# Ludwig von Mises
Ludwig Heinrich Edler von Mises (29. září 1881 Lemberg (Lvov) – 10. října 1973 New York) byl ekonom rakouské školy, historik, logik a sociolog působící v Rakousku a USA ve 20. století. Proslavil se zejména jako kritik státních zásahů do ekonomiky a jako obhájce klasického liberalismu. Jedním z jeho mnoha přínosů je i důkaz nemožnosti ekonomické kalkulace v socialismu.
Roku 1940 emigroval Mises do USA. Od poloviny 20. století bylo libertariánské hnutí silně ovlivněno Misesovými spisy. Jeho student Friedrich Hayek považoval Misese za jednu z nejvlivnějších postav obnovy klasického liberalismu v poválečné éře a ve svém díle The Transmission of the Ideals of Freedom z roku 1951, mu v tomto duchu skládá poklonu.

## Životopis

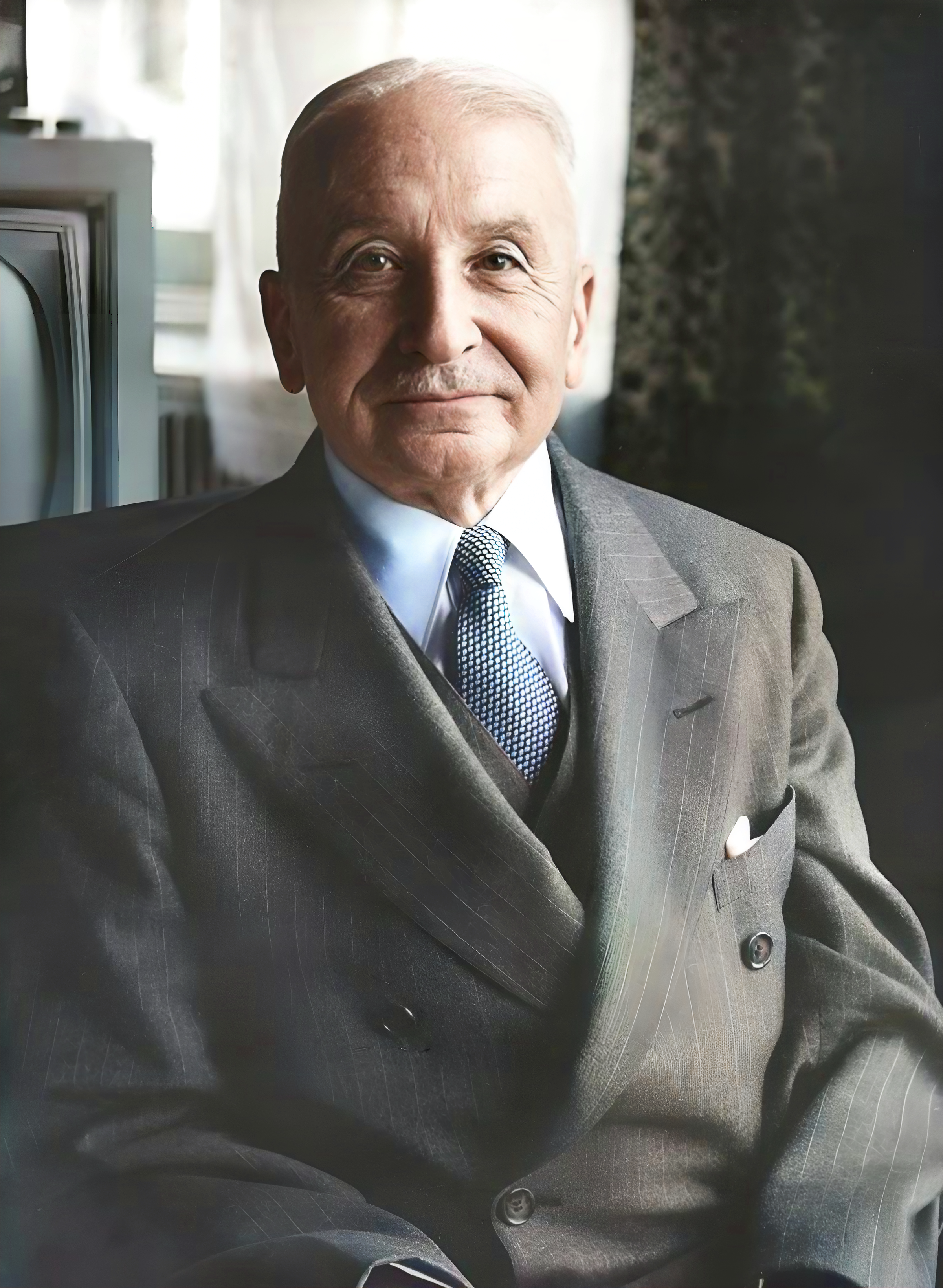
Ludwig von Mises

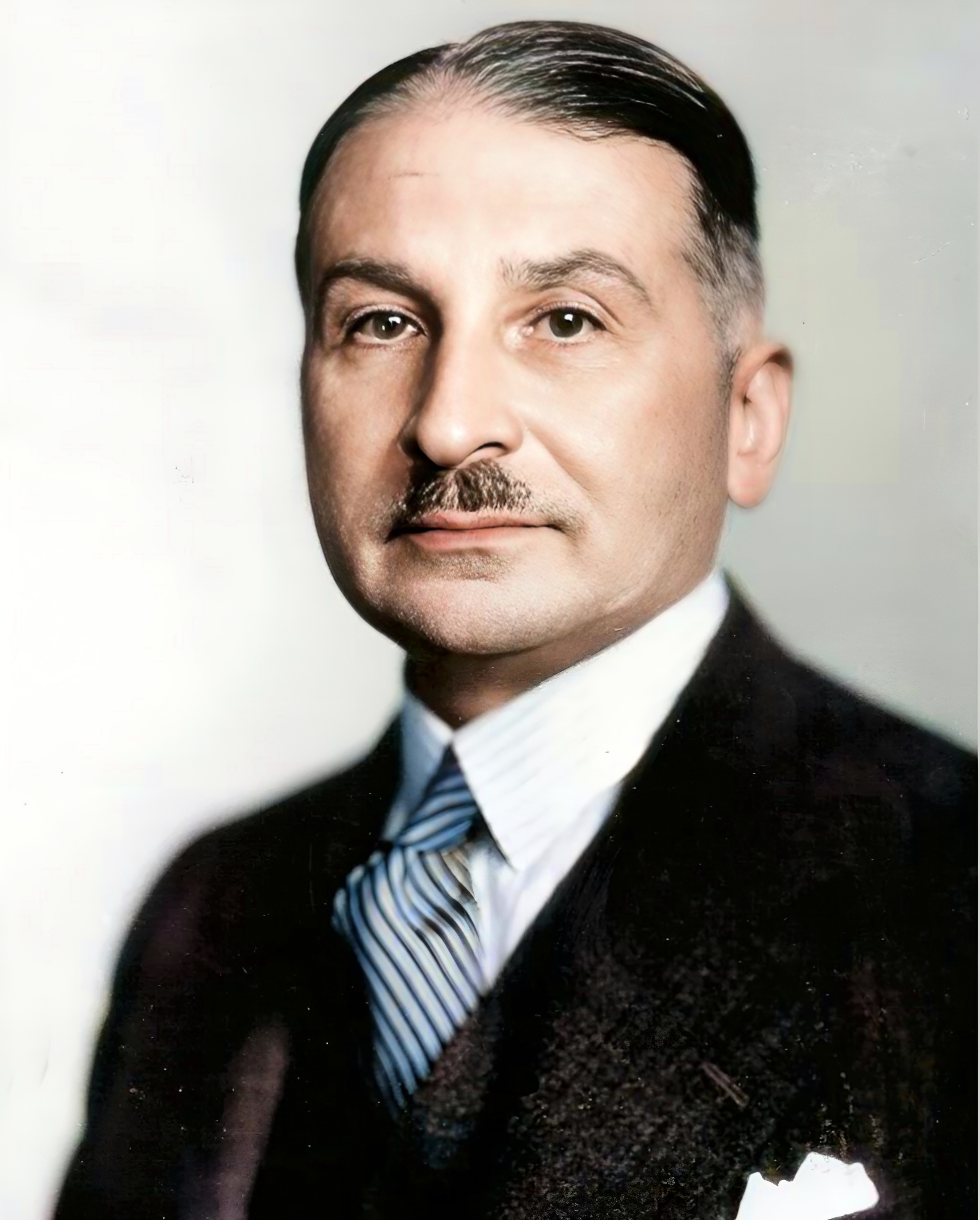
Ludwig von Mises

Narodil se v Lembergu v tehdejším Rakousko-Uhersku (dnes Lvov v ukrajinské části Haliče) do židovské rodiny, která byla krátce před jeho narozením povýšena do šlechtického stavu a podílela se na financování a výstavbě železnic. Matka Adele, rozená Landauová, byla neteří poslance Liberální strany v rakouském parlamentu Joachima Landaua. Otec Arthur von Mises pracoval jako stavební inženýr u Černovické železniční společnosti v Lembergu.
Ludwig von Mises dokázal ve dvanácti letech plynně mluvit německy, rusky, polsky a francouzsky, číst latinsky a také rozuměl ukrajinsky. Jeho bratr Richard, významný matematik a fyzik, byl členem Vídeňského kroužku. Bratr Karel zemřel v útlém věku na spálu. Ještě během Ludwigova a Richardova dětství se rodina přestěhovala do Vídně.
V roce 1900 začal Ludwig von Mises studovat na Vídeňské univerzitě. Během studií změnil pod vlivem Carla Mengera svůj socialistický (marxismus však jasně odmítal) světonázor. V roce 1903 zemřel jeho otec. Tři roky poté, roku 1906, se Ludwig stává doktorem práv. Po promoci začal pracovat jako úředník rakouské finanční správy.

### Život v Evropě
Mezi lety 1904 a 1914 navštěvoval Mises přednášky rakouského ekonoma Eugena von Böhm-Bawerka. Během této doby také začal přednášet ekonomii a v roce 1909 nastoupil do Rakouské obchodní a průmyslové komory, kde pracoval jako poradce až do svého odchodu z Rakouska. Během První světové války sloužil u Rakousko-Uherského dělostřelectva a jako ekonomický poradce ministerstva války.
Po konci války se v té době stal hlavním ekonomem Rakouské obchodní komory a ekonomickým poradcem austrofašistického rakouského kancléře Engelberta Dollfusse. Později zastával stejnou pozici u Otty Habsburského, křesťansko-demokratického politika, který si nárokoval rakouský trůn (který byl právně zrušen roku 1918). Roku 1934 odešel Mises do Ženevy, kde se v roce 1940 stal profesorem Vysoké školy pro mezinárodní studia a rozvoj (Hochschulinstitut für internationale Studien und Entwicklung). Ve Švýcarsku se také oženil s Margit Herzfeld Serényovou, bývalou herečkou, vdovou po Ferdinandu Serénym a matkou Gitty Serenyové.

### Práce ve Spojených státech
Mises s manželkou a dcerou uprchli před postupujícími německými vojsky do USA roku 1940 a usídlili se v New Yorku. Přesídlení Ludwiga von Misese podporovala Rockefellerova nadace. Stejně jako několik dalších klasicky liberálních učenců, kteří emigrovali do Spojených států, získal za podpory Fondu Williama Volkera místo neplaceného profesora (byl placen členem univerzitní správní rady Lawrence Fertige) Newyorské univerzity. Na tomto místě působil od roku 1945 až do odchodu na penzi v roce 1969.
Část tohoto období se Mises věnoval studiu měnové otázky pro panevropské hnutí vedené jeho kolegou z Newyorské univerzity a rakouským exulantem Richardem von Coudenhove-Kalergim. Roku 1947 se stal jedním ze zakladatelů Montpelerinské společnosti.
Roku 1962 obdržel Ludwig von Mises rakouský Čestný odznak Za vědu a umění za politickou ekonomii. Dekorování proběhlo na rakouském velvyslanectví ve Washingtonu D.C.
Ludwig von Mises zemřel 10. října 1973 v New Yorku. Jeho ostatky jsou pohřbeny na hřbitově Ferncliff Cemetery v Hartsdale ve státě New York. Univerzita Grove City College uchovává archiv Misesových nepublikovaných prací, čítající 20 tisíc stran. Jeho osobní knihovna byla dle přání vyjádřeného v závěti předána univerzitě Hillsdale College.
V určitém období Mises chválil dílo spisovatelky Ayn Randové a ona naopak pohlížela příznivě na jeho práci. Oba autoři měli ovšem mezi sebou neshody ohledně názoru na morální základy kapitalismu.

### Přínosy a vliv v ekonomii
Hlavní část Misesova díla je psána ve jménu klasického liberalismu. Ve svém magnum opus Human Action Mises přijal praxeologii jako obecný konceptuální základ společenských věd a představil svůj metodologický přístup k ekonomii. Zastával ekonomický nonintervecionismus a antiimperialismus. O První světové válce psal jako o přelomové události lidských dějin.
| „                                        | …válka se stala děsivější a destruktivnější než kdykoli předtím, protože je nyní vedena všemi prostředky vysoce rozvinuté techniky, kterou má svobodná ekonomika. Buržoazní civilizace postavila železnice a elektrické elektrárny, vynalezla výbušniny a letadla, aby vytvořila bohatství. Imperialismus vložil nástroje míru do služeb ničení. Moderními prostředky by bylo snadné jedním mávnutím vyhladit lidstvo. | “ |
| — Ludwig von Mises o První světové válce | |   |

Roku 1920 vydal článek Ekonomická kalkulace v socialistickém prostředí, v němž představil problém nemožnosti ekonomické kalkulace a opuštění cenového mechanismu jako kritiku socialismu. Autor zde popisuje povahu kapitalistického cenového systému a jak se jednotlivé subjektivní hodnoty aktérů trhu převádějí do objektivních informací, což je nezbytné pro racionální alokaci vzácných zdrojů ve společnosti. Mises tvrdil, že cenové systémy v socialistických ekonomikách by nutně byly nedostatečné, protože pokud by veřejný subjekt vlastnil všechny výrobní prostředky, nebylo by možné kapitálové statky správně ocenit, a jednalo by se pouze o vnitřní přesuny zboží, nikoli o předměty směny, a trh jako takový by neexistoval. Jednotlivé statky by byly neoceněné a systém nutně neracionální, protože centrální plánovači by nedokázali efektivně alokovat dostupné zdroje. Napsal, že „racionální ekonomická aktivita je v socialistickém společenství nemožná.“ Tyto myšlenky dále rozvedl ve své knize Socialismus z roku 1922, v níž tvrdil, že systém tržních cen je výrazem praxeologie a nemůže být nahrazen žádnou formou byrokracie.
Mezi Misesovy přátele v Evropě patřili Wilhelm Röpke a Alfred Müller-Armack (poradci německého kancléře Ludwiga Erharda), Jacques Rueff (měnový poradce Charlese de Gaulla), pozdější harvardský profesor  Gottfried Haberler, Lionel Robbins (profesor na London School of Economics), italský prezident Luigi Einaudi nebo laureát nobelovy ceny za ekonomii z roku 2007, Leonid Hurwitz. Jedním z jeho slavných žáků byl Friedrich Hayek, se kterým se poznal, když pracovali na vládním úřadu pro řešení válečného dluhu Rakouska po první světové válce. Hayek označil na jednom z večírků v roce 1956 Misese za jednoho z nejvzdělanějších mužů, jakého poznal. Misesovy semináře ve Vídni podnítily živou diskusi mezi tamními ekonomy. Setkání navštěvovali i další významní ekonomové, kteří navštívili Vídeň.
Na své semináře pořádané na Newyorské univerzitě přitahoval Mises vysokoškolské a středoškolské studenty, kteří se doslechli o jeho pověsti v Evropě. Mezi těmi, kteří se zúčastnili jeho neformálních seminářů v průběhu dvou desetiletí v New Yorku, byli Israel Kirzner, Hans Sennholz, Ralph Raico, Leonard Liggio, George Reisman nebo Murray Rothbard. Misesovo dílo ovlivnilo i další Američany, včetně Benjamina Andersona, Leonarda Reada, Henryho Hazlitta, Maxe Eastmana, právníka Sylvestera J. Petra nebo spisovatelku Ayn Randovou. V roce 1974, rok po Misesově smrti, byla jeho žáku Friedrichu Hayekovi udělena Nobelova cena za ekonomii.

### Komentáře o fašismu
Marxisté Herbert Marcuse a Perry Anderson stejně jako německý spisovatel Claus-Dieter Krohn obvinili Misese ze schvalování italského fašismu z důvodu potlačování levicových elementů v jeho knize z roku 1927 Liberalismus. V roce 2009 tatáž obvinění vznesli ekonom J. Bradford DeLong a sociolog Richard Seymour.
Mises v knize z roku 1927 Liberalismus napsal o fašismu:
| „ | Nelze popírat, že fašismus a všechna podobná diktátorská hnutí jsou plny nejlepších úmyslů a že jejich zásah zachránil pro tento okamžik evropskou civilizaci. Tato zásluha fašismu se zapíše do dějin. Ale politika, která přinesla okamžitou záchranu, není toho druhu, aby trvalé lpění na ní slibovalo úspěch. Fašismus byl okamžitou nouzovou výpomocí; bylo by osudným omylem vidět v něm něco víc. | “ |

### Ludwig von Mises Institute
V reakci na ekonomické práce Ludwiga von Misese založil Lew Rockwell roku 1982 libertariánskou organizaci Ludwig von Mises Institute. Založení institutu bylo finančně podporováno Ronem Paulem, mezi další podporovatele patřili také Friedrich Hayek, Murray Rothbard a Burt Blumert.
Misesův institut zdarma poskytuje elektronické a zvukové verze několika tisíc knih, jejichž autoři jsou Ludwig von Mises, Murray Rothbard, Hans-Hermann Hoppe a jiní libertariáni.

### Misesův odkaz v ČR
Česká odnož Mises Institutu vznikla roku 2010 s cílem vzdělávat českou a slovenskou společnost v otázkách ekonomie, politické filosofie a společenské harmonie. Institut obhajoval svobodu, dobrovolnost, individualismus a ochranu soukromého vlastnictví. Vydával články a knihy autorů, hlásících se k těmto myšlenkám, a pořádal Letní akademii Mises Institutu (LAMI). Prvním ředitelem institutu byl Jakub Skala, od roku 2013 ho vystřídal Dominik Stroukal. Ke konci roku 2016 tento institut jako právnická osoba (občanské sdružení) zanikl vnitrostátní fúzí s Liberálním institutem. Od roku 2016 jsou internetové stránky mises.cz spravovány Urzou.
Mezi lety 2017–2024 letní školu pořádal Liberální institut pod názvem Misesova akademie Liberálního institutu (MALI). Od roku 2025 ji pořádá Institut liberálních studií pod názvem Misesova akademie liberalismu.
V roce 2006 Liberální institut poprvé v češtině vydal Misesovu knihu Human Action pod českým názvem Lidské jednání. Slavnostního křtu se zúčastnili Ron Paul, Luděk Sekyra a tehdejší prezident ČR Václav Klaus. Přeloženy jsou také další jeho knihy.
Institut liberálních studií v roce 2022 zahájil humanitární misi Operace Kyseláč pod vedením Víta Samka. Když institut pro potřeby mise kupoval dodávku, pojmenoval ji na Samkův návrh CZS Ludwig von Mises. „Ludwig von Mises reprezentuje spojení několika témat, která jsou nám blízká: Narodil se ve Lvově, městě na území dnešní ukrajiny s velkou polskou tradicí. Je největší postavou rakouské ekonomické školy, která má velké české stopy. Před nacismem musel prchat do zahraničí, stejně jako dnešní Ukrajinci. A ve svém díle reprezentuje naše hodnoty: svobodu jednotlivce, volný trh, malý stát a mír,“ komentoval Samek. Dodávku ozdobily ukrajinské děti z Prahy a okolí.

## Misesova díla (online)
- Lidské jednání (PDF, česky)
- Byrokracie (PDF, česky)
- Theory of Money and Credit (anglicky)
- Teorie peněz a úvěru (česky)
- Theory and History (anglicky)
- Nationaloekonomie (PDF, německy)
- Epistemological Problems of Economics (anglicky)
- Liberalismus (PDF, česky)
- Socialism (anglicky)
- Historické prostředí vzniku Rakouské ekonomické školy (česky)
- Poznámky a vzpomínky (česky)

## Misesovo dílo v češtině
- Antikapitalistická mentalita. Praha: Občanský institut 1994, ISBN 80-901659-0-7.
- Liberalismus – Úspěšná bilance. In: DOERING, D. Liberalismus v kostce. Jinočany: H & H 1994, ISBN 80-85467-79-8.
- Liberalismus. Praha: Ekopress 1998, ISBN 80-86119-08-4.
- Byrokracie. Praha: Liberální institut 2002, ISBN 80-86389-22-7.
- Lidské jednání: pojednání o ekonomii. Praha: Liberální institut 2006, ISBN 80-86389-45-6.
- Hospodářská politika: myšlenky pro dnešek a zítřek. Praha: Ludwig von Mises Institut 2014, ISBN 978-80-87733-11-0.
- Svoboda a vlastnictví a jiné eseje. Brno: Institut Eugena von Böhm-Bawerka 2017.
- Lidské jednání: pojednání o ekonomii. Praha: Liberální institut 2018, ISBN 978-80-86389-61-5.
- Socialismus – ekonomická a sociologická analýza. Praha: Liberální institut 2019, ISBN 978-80-86389-65-3.
- Liberalismus (druhé, doplněné vydání). Praha: Liberální institut 2019, ISBN 978-80-86389-62-2.
- Teorie peněz a úvěru. Praha: Institut liberálních studií 2024, ISBN 978-80-86389-76-9.